# Родољуб Чолаковић
Родољуб Роћко Чолаковић (Бијељина, 7. јун 1900 — Београд, 30. март 1983) био је комунистички револуционар и књижевник, учесник Шпанског грађанског рата и Народноослободилачке борбе, друштвено-политички радник СФРЈ и СР Босне и Херцеговине, јунак социјалистичког рада и народни херој Југославије.

## Биографија
Рођен је 7. јуна 1900. у Бијељини. Потиче из једне од најбогатијих бијељинских грађанских породица тог доба. Основну и Нижу трговачку школу завршио је у Бијељини, а Трговачку академију у Сарајеву. Потом је студирао на Високој комерцијалној школи у Загребу.

### Партијски и револуционарни рад
У револуционарни омладински покрет укључио се у раној младости. Марта 1919. постао је члан Социјалдемократске партије Босне и Херцеговине, а када је формирана Социјалистичка радничка партија Југославије (комуниста) (касније КПЈ) постао је њен члан. Тад се упознао са Алијом Алијагићем, с којим је радио на оснивању организација Комунистичке партије и учествовао у радничким штрајковима.
Када је децембра 1920, власт Краљевине Срба, Хрвата и Словенаца донела „Обзнану“, којом је забрањен рад КП Југославије и почео прогон комунистичких и радничких бораца, Чолаковић је с Алијагићем и другим младим комунистима основао организацију „Црвена правда“. Огорчени због „Обзнане“ коју су доживели као акт безакоња и насиља, они су сматрали да на терор треба одговарати терором, па су у свој програм унели и индивидуални терор као средство класне борбе, иако званична политика КПЈ никада није одобравала такав став. Они су 21. јула 1921. у Делницама извели атентат на министра унутрашњих послова Милорада Драшковића. Атентат је извршио Алија Алијагић, а у њему је учествовао и Родољуб Чолаковић. Они су одмах потом ухапшени. Алијагић је осуђен на смрт, а Чолаковић на 12 година робије. Затворску казну је издржавао у Лепоглави, Сремској Митровици и Марибору.
У тешким условима затворског живота, заједно са осталим осуђеним комунистима, организовао је борбу за боље услове живота политичких робијаша. На робији су организовали илегални „Црвени универзитет“, на којем се учило и преводило. Чолаковић је превео неколико дела класичног научног социјализма, међу којима и Лењинову Државу и револуцију, а заједно са Мошом Пијаде и Први том Марксовог дела Капитал. У Мариборском затвору упознао се са Јосипом Брозом, тада металским радником. Заједно са Брозом био је члан затворског комитета КПЈ и радио на идеолошком образовању робијаша-комуниста, као и на побољшавању веза између затворског комитета и партијске организације на терену.
После изласка с робије, октобра 1932, обављајући партијске задатке, које је преузео у договору с Јосипом Брозом и Радом Вујовићем, извесно време је боравио у Бијељини, а затим у Загребу и Београду. Почетком 1933. био је присиљен да емигрира, јер му је због сталног надзора полиције било онемогућено да обавља партијске задатке.
По налогу ЦК КПЈ отишао је у Совјетски Савез и у Москви завршио  „Међународну лењинску школу“. Касније је био укључен и у партијски рад у Москви, који су сачињавали истакнути југословенски комунисти. Приликом одржавања Седмог конгреса Коминтерне, по налогу ЦК КПЈ, одређен је да помогне члановима делегације КПЈ, са којима је учествовао у раду Конгреса, јула и августа 1935. године.
Крајем 1935. добио је задатак да, као инструктор ЦК КПЈ, пређе на илегални рад у Југославију и ради на идеолошком образовању кадрова, али је због масовног хапшења комуниста крајем 1935. и почетком 1936. његов долазак одложен. Тада је радио у Централном комитету, чије је средиште било у Бечу и помагао Владимиру Чопићу у уређивању листа Пролетер, а априла 1936. године учествовао је на пленуму ЦК КПЈ.
Крајем јуна 1936, преко илегалних веза, дошао је у Сплит, где је остао око два месеца, помажући на идеолошком образовању чланова Покрајинског комитета КПЈ за Далмацију. Потом је прешао у Загреб, али је због полицијске провале морао да се врати у Беч. Средином августа, постао је члан колективног руководства КПЈ (заједно с Адолфом Меком и Сретеном Жујовићем) у време када су чланови Политбироа ЦК КПЈ позвани у Коминтерну, да би решили настале проблеме због појаве групашких и фракцијских борби унутар КПЈ.
У септембру 1936. године отишао је у Париз, а потом у Брисел, где је присуствовао Светском конгресу народа за мир. Крајем октобра поново је дошао на илегални рад у Југославију, да помогне партијском руководству у Словенији и Хрватској. Пошто му је полиција ушла у траг, неколико дана по доласку у Љубљану, био је принуђен да се повуче у илегалу, а крајем новембра је отишао из земље. У међувремену је постао члан Политбироа новог руководства КПЈ, које је именовано у Москви, на челу са Миланом Горкићем, као генералним секретаром и Јосипом Брозом Титом, који је одговарао за рад Партије у земљи. После преношења средишта ЦК КПЈ из Беча у Париз, почетком 1937. био је одређен за уредника партијских листова Пролетер и Класна борба, а касније је обављао и дужност организационог секретара ЦК КПЈ.
Обављајући функцију члана најужег руководства КПЈ, Чолаковић је од септембра до новембра 1937. боравио у Шпанији, где је у то време вођен грађански рат. Крајем децембра исте године, Јосип Броз Тито га је упутио да обави важне задатке с партијским руководствима у Хрватској, Србији, Босни и Херцеговини и Црној Гори. Због ситуације која је владала у руководству КПЈ и кризе њеног положаја у Коминтерни, из Коминтерне је стигао налог да се Чолаковић избаци из руководства КПЈ. Међутим, Тито га је задржао у руководству све до марта 1938. године.
После повлачења из политичког живота, посветио се писању. У том периоду је написао и књигу Кућа оплакана у којој је описао живот, страдање и борбу комуниста у затворима Југославије. Радио је и у партијским и другим листовима, а у договору с Јосипом Брозом, маја 1939. прешао је на партијски рад у земљи. Како би се легализовао, пријавио се полицији и био ухапшен. После пола године проведене у притвору и судског процеса, крајем фебруара 1940. ослобођен је због недостатка доказа и протеран у родно место.
Током 1940. и 1941, по налогу ЦК КПЈ, поново је укључен у рад партијског руководства, најпре у одељењу за Агитацију и пропаганду Покрајинског комитета КПЈ за Србију, а потом и у редакцији листа Борба, која је требало да буде покренут средином 1941. године.

### Народноослободилачка борба
После Априлског рата и окупације  Југославије 1941. био је један од организатора устанка у Србији и Босни и Херцеговини. Као један од чланова Главног штаба НОП одреда Србије, на почетку устанка, јула 1941. напустио је окупирани Београд. Током боравка у Шумадији, обилазио је и учествовао у организовању и учвршћивању појединих партизанских одреда; помагао је њиховим Штабовима у организовању војног и политичког живота јединица, као и у организовању акција. Посетио је Први и Други шумадијски, Посавско-космајски, Чачански, Ужички, Крагујевачки и Јагодински партизански одред. Учествовао је на саветовању руководства партизанских одреда Шумадије и западне Србије, у селу Дуленима, код Крагујевца, а крајем септембра 1941. учествовао је на саветовању Главног штаба одржаном у Столицама, код Крупња.
Септембра 1941. постављен је за политичког комесара Главног штаба НОП одреда Босне и Херцеговине и прешао у источну Босну, где је руководио оружаном борбом. Поред организовања борбе, радио је и на организовању револуционарне народне власти. Био је већник Антифашистичког већа народног ослобођења Југославије (АВНОЈ) и Земаљског антифашистичког вијећа народног ослобођења Босне и Херцеговине (ЗАВНОБиХ). На Другом заседању АВНОЈ-а, одржаном новембра 1943. у Јајцу, изабран је за секретара Председништва АВНОЈ-а. Године 1943. био је један од оснивача и први уредник листа Ослобођење.

### Послератни период
После ослобођења Југославије, вршио је одговорне дужности у државном и политичком животу Народне Републике Босне и Херцеговине и Федеративне Народне Републике Југославије. Обављао је дужности:
- првог председника Владе НР Босне и Херцеговине,
- министра просвете у Влади ФНРЈ и
- потпредседника Савезног извршног већа (СИВ).

Више пута је биран за народног посланика Скупштине ФНРЈ и Скупштине НР БиХ, а био је и члан Савета федерације.
Биран је за члана Централног комитета Савеза комуниста Југославије и Централног комитета Савеза комуниста Босне и Херцеговине. Био је члан Председништва Савезног одбора ССРН Југославије и Централног одбора СУБНОР Југославије.
Његова супруга била је Милица Зорић Чолаковић (1909—1989).
Преминуо је 30. марта 1983. године у Београду и сахрањен је у Алеји заслужних грађана на Новом гробљу у Београду.

## Одликовања
Носилац је Партизанске споменице 1941. и других југословенских одликовања, међу којима су: Орден јунака социјалистичког рада, Орден народног ослобођења, Орден југословенске заставе са лентом, Орден заслуга за народ са златном звездом, Орден братства и јединства са златним венцем и Орден за храброст. Орденом народног хероја одликован је 27. новембра 1953. године
Додељен му је и совјетски Ордена Кутузова, као и пољски Орден обнове Пољске командантског крста са звездом.
Миријевска ОШ „Деспот Стефан Лазаревић” се првобитно, 1983-93, звала по Родољубу Чолаковићу. Његова спомен-биста је откривена у Бијељини 7. јуна 1984.

## Дела
Активно се бавио књижевношћу и публицистиком. Био је члан Савеза књижевника Југославије. Међу великим бројем објављених књига и превода, најзначајнији су му мемоарски записи:
- Шпанија у пламену, 1937. (под псеудонимом П. Вуковић)
- Кућа оплакана, 1941. (под псеудонимом Руди Р. Босанац), коју је режим забранио
- Записи из ослободилачког рата (пет књига), 1946—1955.
- Утисци из Индије, 1954.
- Сусрети и сећања, 1959.
- Казивање о једном покољењу, 1964—1972. (три књиге)

## Легати
Легат Милице Зорић и Родољуба Чолаковића једна је од београдских галерија отворена за јавност у децембру 1980. године. Легатом, Галеријом управља Музеј савремене уметности у Београду. На настанак овог легата велику улогу одиграо је Павле Бељански.
Посебно мјесто у фундусу Музеја Семберије у Бијељини припада легату Родољуба Чолаковића и његове супруге Милице Зорић, насталом у периоду 1980-1983-1989. године. Садржај легата у музеју чине вриједне збирке преко три хиљаде књига, више стотина документарних фотографија, бројни фото-албуми, вриједни умјетнички предмети, колекцију стилског намјештаја, 17 вриједних таписерија Милице Зорић, колекцију предмета од стакла и челика, која употпуњује амбијент ентеријера. У оквиру легата налази се и здање Спомен-дома “Црвена правда” отворено 1982. године.

## Галерија
- Родољуб Чолаковић, студент-комунист, 1921.
- Родољуб Чолаковић, трећи слева, са припадницима „Црвене правде“, 1921.
- Родољуб Чолаковић, први здесна, са Димитријем Георгијевићем и Божидаром Масларићем у Шпанији, 1937.
- Родољуб Чолаковић, 1942.
- Одлука Другог заседања АВНОЈ-а и Чолаковићев потпис на њему као секретара Председништва АВНОЈ-а, 1943.
- Чолаковић, трећи слева, марта 1944.
- Гроб Родољуба Чолаковића у Алеји заслужних грађана на Новом гробљу у Београду
- Споменик у Градском парку у Бијељини
- Орден народног хероја